# 宇宙X兵衛
『宇宙X兵衛』（うちゅうじゅうべえ）は、吉崎観音による漫画作品。

## 概要
『コミックニュータイプ』1995年冬の号から1997年春の号に掲載。1997年に第1巻が発売され、未完のままだったが、2000年に書き下ろしの続編とおまけ「ケロロ軍曹VS宇宙十兵衛」（『月刊少年エース』に掲載。惑星ダブル・クルスへ入荷した地球製ガンプラを巡るケロロ軍曹と宇宙十兵衛の争いを描く。）を共に収録した『宇宙X兵衛完全版』がカドカワコミックス・エースより発売された。

## 登場人物
宇宙十兵衛
主人公。で宇宙家の次男。父から「宇宙流究極真剣伝承者」に選ばれ「両星剣」と「断星剣」を受け継ぐが、百兵衛の陰謀により「ストライクバトラーIIIの大型体感筐体」を模した宇宙船（カプセルに近い）に乗せられ、惑星X（クルス）へと飛ばされてしまう。何も動くことなく物事が解決してしまうほどの強運の持ち主。
宇宙百兵衛
十兵衛の兄（長男）。自らの野望のため、「宇宙流究極真剣伝承者」になろうとするも「流行に流されやすい」という父の言葉で一掃され、そこから十兵衛を妬み惑星X（クルス）へ葬ったのはいいが、「2つの剣がないと宇宙流最終奥義が完成しない」ことを知り、自らも惑星Xへ向かうこととなる。
アンナ・ミラージュ
幻影の使い手でA級ストライカー。自分が作ったケーキ屋を持つという夢のために戦う。当初は十兵衛の敵として現れたが、十兵衛のボケと強運に加え自分の凡ミスにより負けてしまう。その戦いの最後に見せた十兵衛の人柄に惚れてしまい、十兵衛を慕うようになる。幻影を発動する時はウェイトレスの姿に変身する。ウェイトレスとしてのバイト以外にブルセラショップでバイトしていたこともあるらしく、そこで鈴木一郎と出会ったことがある。名前の由来はアンナミラーズ。
ドクターJ
医者で超A級ストライカー。その正体は体が自由自在に変化する無形生物で、人間のような有形生物に興味を持ち医者になったが、十兵衛の強靭な体力にも興味を示し、彼に協力を依頼する。新聞は朝日を購読している。
鈴木一郎
ストライクバトルを主催する「ラッキーストライクカンパニー」（以下「LSC」）に勤務するサラリーマン。表向きは「営業部2課所属のエリート社員」だが、裏では社長の特命で対象人物を抹殺する「特別社員」の顔を持つ。両腕を鋭くしたり、相手を凍らせるなど、氷を操りバトルを行う。家族（妻と娘）がいるが、ブルセラ趣味を持っており、過去にアンナがバイトしていたことがあるブルセラショップで「アンナの写真付きブルマ」を買ったことがあるらしく（本人は否定）、そこをアンナに隙をつかれバトルに負けてしまい、LSCを辞めることを決意する。

## 書誌情報
※1997年に発売された第一巻は絶版になった。
- 『宇宙十兵衛完全版』 ISBN 4047133558